# Lista över fornlämningar i Båstads kommun (Östra Karup)
Lista över fornlämningar i Båstads kommun (Östra Karup) är en förteckning av ett urval av de fornlämningar som finns i Östra Karup i Båstads kommun.
| Namn                                     | Lämningstyp             | Tillkomsttid | Historisk indelning  | Plats | Läge                 | ID-nr          | Bild                                      |
| ---------------------------------------- | ----------------------- | ------------ | -------------------- | ----- | -------------------- | -------------- | ----------------------------------------- |
| Östra Karup 2:1                          | Hällristning            |              | Östra Karup, Halland |       | 56.423937, 12.885202 | 10116500020001 | Ladda upp en bild av detta fornminne      |
| Östra Karup 3:1                          | Hög                     |              | Östra Karup, Halland |       | 56.422580, 12.870500 | 10116500030001 | Ladda upp en bild av detta fornminne      |
| Östra Karup 4:1                          | Hög                     |              | Östra Karup, Halland |       | 56.422565, 12.870057 | 10116500040001 | Ladda upp en bild av detta fornminne      |
| Rävhögen (Östra Karup 5:1)               | Hög                     |              | Östra Karup, Halland |       | 56.422100, 12.868413 | 10116500050001 | Ladda upp en bild av detta fornminne      |
| Brönneledshögen (nr1) (Östra Karup 9:1)  | Hög                     |              | Östra Karup, Halland |       | 56.414480, 12.870470 | 10116500090001 | Ladda upp en bild av detta fornminne      |
| Brönneledshögen (nr1) (Östra Karup 9:2)  | Hög                     |              | Östra Karup, Halland |       | 56.414610, 12.870707 | 10116500090002 | Ladda upp en bild av detta fornminne      |
| Östra Karup 10:1                         | Gravfält                |              | Östra Karup, Halland |       | 56.415224, 12.868346 | 10116500100001 | Ladda upp en bild av detta fornminne      |
| Östra Karup 11:1                         | Hög                     |              | Östra Karup, Halland |       | 56.414950, 12.866267 | 10116500110001 | Ladda upp en bild av detta fornminne      |
| Lekhögen (Östra Karup 12:1)              | Hög                     |              | Östra Karup, Halland |       | 56.415705, 12.864971 | 10116500120001 | Ladda upp en bild av detta fornminne      |
| Knutshagahögen (Östra Karup 13:1)        | Hög                     |              | Östra Karup, Halland |       | 56.416719, 12.866927 | 10116500130001 | Ladda upp en bild av detta fornminne      |
| Lundbjärshögen (Östra Karup 14:1)        | Hög                     |              | Östra Karup, Halland |       | 56.411788, 12.872216 | 10116500140001 | Ladda upp en bild av detta fornminne      |
| Östra Karup 15:1                         | Hög                     |              | Östra Karup, Halland |       | 56.413033, 12.872774 | 10116500150001 | Ladda upp en bild av detta fornminne      |
| Östra Karup 16:1                         | Hällristning            |              | Östra Karup, Halland |       | 56.412301, 12.866698 | 10116500160001 | Ladda upp en bild av detta fornminne      |
| Möllebackshögen (nr1) (Östra Karup 19:1) | Hög                     |              | Östra Karup, Halland |       | 56.409646, 12.865226 | 10116500190001 | Ladda upp en bild av detta fornminne      |
| Möllebackshögen (nr1) (Östra Karup 19:2) | Hög                     |              | Östra Karup, Halland |       | 56.409798, 12.865247 | 10116500190002 | Ladda upp en bild av detta fornminne      |
| Korshögarna (Östra Karup 20:1)           | Hög                     |              | Östra Karup, Halland |       | 56.410107, 12.875922 | 10116500200001 | Ladda upp en bild av detta fornminne      |
| Korshögarna (Östra Karup 21:1)           | Hög                     |              | Östra Karup, Halland |       | 56.410675, 12.875536 | 10116500210001 | Ladda upp en bild av detta fornminne      |
| Korshögarna (Östra Karup 21:2)           | Hög                     |              | Östra Karup, Halland |       | 56.410613, 12.875083 | 10116500210002 | Ladda upp en bild av detta fornminne      |
| Östra Karup 22:1                         | Hällristning            |              | Östra Karup, Halland |       | 56.410058, 12.885017 | 10116500220001 | Ladda upp en bild av detta fornminne      |
| Östra Karup 23:1                         | Hällristning            |              | Östra Karup, Halland |       | 56.409435, 12.887007 | 10116500230001 | Ladda upp en bild av detta fornminne      |
| Östra Karup 24:1                         | Hällristning            |              | Östra Karup, Halland |       | 56.403998, 12.884891 | 10116500240001 | Ladda upp en bild av detta fornminne      |
| Östra Karup 24:2                         | Hällristning            |              | Östra Karup, Halland |       | 56.403935, 12.885025 | 10116500240002 | Ladda upp en bild av detta fornminne      |
| Östra Karup 25:1                         | Hög                     |              | Östra Karup, Halland |       | 56.407281, 12.881331 | 10116500250001 | Ladda upp en bild av detta fornminne      |
| Östra Karup 26:1                         | Hällristning            |              | Östra Karup, Halland |       | 56.412271, 12.868185 | 10116500260001 | Ladda upp en bild av detta fornminne      |
| Östra Karup 26:2                         | Hällristning            |              | Östra Karup, Halland |       | 56.412187, 12.868281 | 10116500260002 | Ladda upp en bild av detta fornminne      |
| Ladugårdshögarna (Östra Karup 27:1)      | Hög                     |              | Östra Karup, Halland |       | 56.419046, 12.866692 | 10116500270001 | Ladda upp en bild av detta fornminne      |
| Ladugårdshögarna (Östra Karup 27:2)      | Hög                     |              | Östra Karup, Halland |       | 56.418858, 12.866235 | 10116500270002 | Ladda upp en bild av detta fornminne      |
| Ladugårdshögarna (Östra Karup 28:1)      | Hög                     |              | Östra Karup, Halland |       | 56.418475, 12.865704 | 10116500280001 | Ladda upp en bild av detta fornminne      |
| Birkeshögen (Östra Karup 29:1)           | Gravfält                |              | Östra Karup, Halland |       | 56.421576, 12.872828 | 10116500290001 | Ladda upp en bild av detta fornminne      |
| Östra Karup 30:1                         | Hällristning            |              | Östra Karup, Halland |       | 56.422916, 12.875262 | 10116500300001 | Ladda upp en bild av detta fornminne      |
| Östra Karup 30:2                         | Hällristning            |              | Östra Karup, Halland |       | 56.422918, 12.875263 | 10116500300002 | Ladda upp en bild av detta fornminne      |
| Östra Karup 32:1                         | Hällristning            |              | Östra Karup, Halland |       | 56.418148, 12.906926 | 10116500320001 | Ladda upp en bild av detta fornminne      |
| Östra Karup 33:1                         | Hög                     |              | Östra Karup, Halland |       | 56.410706, 12.924177 | 10116500330001 | Ladda upp en bild av detta fornminne      |
| Kungsröset (Östra Karup 34:1)            | Röse                    |              | Östra Karup, Halland |       | 56.400064, 12.919695 | 10116500340001 | Ladda upp en bild av detta fornminne      |
| Östra Karup 35:1                         | Hällristning            |              | Östra Karup, Halland |       | 56.413284, 12.877382 | 10116500350001 | Ladda upp en bild av detta fornminne      |
| Östra Karup 39:1                         | Hällristning            |              | Östra Karup, Halland |       | 56.420341, 12.930472 | 10116500390001 | Ladda upp en bild av detta fornminne      |
| Östra Karup 39:2                         | Hällristning            |              | Östra Karup, Halland |       | 56.420253, 12.930380 | 10116500390002 | Ladda upp en bild av detta fornminne      |
| Östra Karup 41:1                         | Hög                     |              | Östra Karup, Halland |       | 56.418634, 12.940935 | 10116500410001 | Ladda upp en bild av detta fornminne      |
| Östra Karup 42:1                         | Hög                     |              | Östra Karup, Halland |       | 56.418627, 12.942378 | 10116500420001 | Ladda upp en bild av detta fornminne      |
| Östra Karup 42:2                         | Hög                     |              | Östra Karup, Halland |       | 56.418494, 12.942674 | 10116500420002 | Ladda upp en bild av detta fornminne      |
| Östra Karup 42:3                         | Stensättning            |              | Östra Karup, Halland |       | 56.418445, 12.942891 | 10116500420003 | Ladda upp en bild av detta fornminne      |
| Östra Karup 42:4                         | Hög                     |              | Östra Karup, Halland |       | 56.418406, 12.943120 | 10116500420004 | Ladda upp en bild av detta fornminne      |
| Östra Karup 43:1                         | Hög                     |              | Östra Karup, Halland |       | 56.416805, 12.941403 | 10116500430001 | Ladda upp en bild av detta fornminne      |
| Östra Karup 44:1                         | Stenkrets               |              | Östra Karup, Halland |       | 56.419336, 12.932981 | 10116500440001 | Ladda upp en bild av detta fornminne      |
| Östra Karup 45:1                         | Röse                    |              | Östra Karup, Halland |       | 56.414645, 12.935073 | 10116500450001 | Ladda upp en bild av detta fornminne      |
| Östra Karup 45:2                         | Stensättning            |              | Östra Karup, Halland |       | 56.414565, 12.934926 | 10116500450002 | Ladda upp en bild av detta fornminne      |
| Östra Karup 45:3                         | Stensättning            |              | Östra Karup, Halland |       | 56.414634, 12.934719 | 10116500450003 | Ladda upp en bild av detta fornminne      |
| Gluggsoröret (Östra Karup 46:1)          | Röse                    |              | Östra Karup, Halland |       | 56.413495, 12.934916 | 10116500460001 | Ladda upp en bild av detta fornminne      |
| Östra Karup 47:1                         | Röse                    |              | Östra Karup, Halland |       | 56.414087, 12.937817 | 10116500470001 | Ladda upp en bild av detta fornminne      |
| Östra Karup 48:1                         | Röse                    |              | Östra Karup, Halland |       | 56.412660, 12.935398 | 10116500480001 | Ladda upp en bild av detta fornminne      |
| Östra Karup 49:1                         | Hög                     |              | Östra Karup, Halland |       | 56.410729, 12.931548 | 10116500490001 | Ladda upp en bild av detta fornminne      |
| Storarör (Östra Karup 50:1)              | Röse                    |              | Östra Karup, Halland |       | 56.411819, 12.938018 | 10116500500001 | Ladda upp en bild av detta fornminne      |
| Östra Karup 51:1                         | Röse                    |              | Östra Karup, Halland |       | 56.411430, 12.939211 | 10116500510001 | Ladda upp en bild av detta fornminne      |
| Östra Karup 52:1                         | Hällristning            |              | Östra Karup, Halland |       | 56.414234, 12.953541 | 10116500520001 | Ladda upp en bild av detta fornminne      |
| Östra Karup 53:1                         | Stensättning            |              | Östra Karup, Halland |       | 56.414283, 12.956256 | 10116500530001 | Ladda upp en bild av detta fornminne      |
| Östra Karup 54:1                         | Stensättning            |              | Östra Karup, Halland |       | 56.414834, 12.957117 | 10116500540001 | Ladda upp en bild av detta fornminne      |
| Östra Karup 55:1                         | Stenkrets               |              | Östra Karup, Halland |       | 56.416271, 12.958229 | 10116500550001 | Ladda upp en till bild av detta fornminne |
| Östra Karup 55:2                         | Hällristning            |              | Östra Karup, Halland |       | 56.416271, 12.958228 | 10116500550002 | Ladda upp en bild av detta fornminne      |
| Skipastenen (Östra Karup 57:1)           | Hällristning            |              | Östra Karup, Halland |       | 56.416860, 12.952244 | 10116500570001 | Ladda upp en bild av detta fornminne      |
| Östra Karup 58:1                         | Hög                     |              | Östra Karup, Halland |       | 56.415974, 12.951244 | 10116500580001 | Ladda upp en bild av detta fornminne      |
| Östra Karup 59:3                         | Hög                     |              | Östra Karup, Halland |       | 56.416115, 12.953582 | 10116500590003 | Ladda upp en bild av detta fornminne      |
| Östra Karup 59:4                         | Stensättning            |              | Östra Karup, Halland |       | 56.416020, 12.952415 | 10116500590004 | Ladda upp en bild av detta fornminne      |
| Östra Karup 61:1                         | Hög                     |              | Östra Karup, Halland |       | 56.404237, 12.953513 | 10116500610001 | Ladda upp en bild av detta fornminne      |
| Östra Karup 62:1                         | Hög                     |              | Östra Karup, Halland |       | 56.405004, 12.953742 | 10116500620001 | Ladda upp en bild av detta fornminne      |
| Östra Karup 63:1                         | Stensättning            |              | Östra Karup, Halland |       | 56.405525, 12.955673 | 10116500630001 | Ladda upp en bild av detta fornminne      |
| Östra Karup 64:1                         | Hällristning            |              | Östra Karup, Halland |       | 56.409880, 12.963082 | 10116500640001 | Ladda upp en bild av detta fornminne      |
| Östra Karup 65:1                         | Hällristning            |              | Östra Karup, Halland |       | 56.410822, 12.963216 | 10116500650001 | Ladda upp en bild av detta fornminne      |
| Östra Karup 66:1                         | Röse                    |              | Östra Karup, Halland |       | 56.410849, 12.960221 | 10116500660001 | Ladda upp en bild av detta fornminne      |
| Östra Karup 66:2                         | Röse                    |              | Östra Karup, Halland |       | 56.410623, 12.961022 | 10116500660002 | Ladda upp en bild av detta fornminne      |
| Östra Karup 69:1                         | Stensättning            |              | Östra Karup, Halland |       | 56.370660, 12.930834 | 10116500690001 | Ladda upp en bild av detta fornminne      |
| Östra Karup 74:1                         | Hällristning            |              | Östra Karup, Halland |       | 56.422360, 12.871874 | 10116500740001 | Ladda upp en bild av detta fornminne      |
| Östra Karup 79:1                         | Hög                     |              | Östra Karup, Halland |       | 56.415898, 12.903073 | 10116500790001 | Ladda upp en bild av detta fornminne      |
| Östra Karup 90:1                         | Stensättning            |              | Östra Karup, Halland |       | 56.411634, 12.951366 | 10116500900001 | Ladda upp en bild av detta fornminne      |
| Östra Karup 91:1                         | Stensättning            |              | Östra Karup, Halland |       | 56.411464, 12.950734 | 10116500910001 | Ladda upp en bild av detta fornminne      |
| Östra Karup 108:1                        | Stensättning            |              | Östra Karup, Halland |       | 56.410628, 12.936984 | 10116501080001 | Ladda upp en bild av detta fornminne      |
| Östra Karup 108:2                        | Stensättning            |              | Östra Karup, Halland |       | 56.410573, 12.936772 | 10116501080002 | Ladda upp en bild av detta fornminne      |
| Signerhög (Östra Karup 115:1)            | Hög                     |              | Östra Karup, Halland |       | 56.433898, 12.891473 | 10116501150001 | Ladda upp en bild av detta fornminne      |
| Östra Karup 126:1                        | Hög                     |              | Östra Karup, Halland |       | 56.408515, 12.878829 | 10116501260001 | Ladda upp en bild av detta fornminne      |
| Östra Karup 127:1                        | Stensättning            |              | Östra Karup, Halland |       | 56.408952, 12.879285 | 10116501270001 | Ladda upp en bild av detta fornminne      |
| Östra Karup 129:1                        | Hög                     |              | Östra Karup, Halland |       | 56.407836, 12.883280 | 10116501290001 | Ladda upp en bild av detta fornminne      |
| Östra Karup 132:1                        | Hällristning            |              | Östra Karup, Halland |       | 56.424107, 12.886013 | 10116501320001 | Ladda upp en bild av detta fornminne      |
| Östra Karup 174:1                        | Stensättning            |              | Östra Karup, Halland |       | 56.410763, 12.965717 | 10116501740001 | Ladda upp en bild av detta fornminne      |
| Östra Karup 175:1                        | Hög                     |              | Östra Karup, Halland |       | 56.404569, 12.951112 | 10116501750001 | Ladda upp en bild av detta fornminne      |
| Östra Karup 186:1                        | Stensättning            |              | Östra Karup, Halland |       | 56.376367, 12.908582 | 10116501860001 | Ladda upp en bild av detta fornminne      |
| Östra Karup 186:2                        | Stensättning            |              | Östra Karup, Halland |       | 56.376007, 12.908481 | 10116501860002 | Ladda upp en bild av detta fornminne      |
| Östra Karup 187:1                        | Stensättning            |              | Östra Karup, Halland |       | 56.379793, 12.902293 | 10116501870001 | Ladda upp en bild av detta fornminne      |
| Östra Karup 191:1                        | Stensättning            |              | Östra Karup, Halland |       | 56.417637, 12.906114 | 10116501910001 | Ladda upp en bild av detta fornminne      |
| Östra Karup 192:1                        | Stensättning            |              | Östra Karup, Halland |       | 56.378350, 12.903648 | 10116501920001 | Ladda upp en bild av detta fornminne      |
| Östra Karup 227                          | Grav- och boplatsområde |              | Östra Karup, Halland |       | 56.428029, 12.926950 | 12000000069190 | Ladda upp en bild av detta fornminne      |